# Bolboceras berytensis
Bolboceras berytensis is een keversoort uit de familie mesttorren (Geotrupidae). De wetenschappelijke naam van de soort werd in 1963 gepubliceerd door Rudolf Petrovitz.